# Leichtathletik-Weltmeisterschaften 1983/Teilnehmer (Griechenland)
| Goldmedaillen | Silbermedaillen | Bronzemedaillen |
| ------------- | --------------- | --------------- |
| –             | –               | 1               |

Der Leichtathletik-Verband Griechenlands stellte mindestens drei Teilnehmerinnen und zehn Teilnehmer bei den Leichtathletik-Weltmeisterschaften 1983 in der finnischen Hauptstadt Helsinki.

## Medaillen
Mit einer gewonnenen Bronzemedaille belegte das griechische Team Platz 21 im Medaillenspiegel.

### Medaillengewinner
Bronze
- Anna Verouli (griechisch Άννα Βερούλη), Speerwurf

## Ergebnisse

### Frauen

#### Laufdisziplinen
| Athletin         | Disziplin    | Vorlauf | Vorlauf | Viertelfinale | Viertelfinale | Halbfinale         | Halbfinale         | Finale | Finale |
| Athletin         | Disziplin    | Zeit    | Platz   | Zeit          | Platz         | Zeit               | Platz              | Zeit   | Platz  |
| ---------------- | ------------ | ------- | ------- | ------------- | ------------- | ------------------ | ------------------ | ------ | ------ |
| Elisavet Pantazi | 100 m Hürden | 13,90 s | 29      | 13,95 s       | 30            | nicht qualifiziert | nicht qualifiziert | –––    | –––    |

#### Wurf
| Athletin       | Disziplin | Qualifikation    | Qualifikation    | Finale  | Finale |
| Athletin       | Disziplin | Höhe             | Platz            | Höhe    | Platz  |
| -------------- | --------- | ---------------- | ---------------- | ------- | ------ |
| Sofia Sakorafa | Speerwurf | nicht angetreten | nicht angetreten | –––     | –––    |
| Anna Verouli   | Speerwurf | 68,50 m          | 2                | 65,72 m | Bronze |

### Männer

#### Laufdisziplinen
| Athlet                                                                 | Disziplin    | Vorlauf      | Vorlauf | Viertelfinale      | Viertelfinale      | Halbfinale         | Halbfinale         | Finale             | Finale             |
| Athlet                                                                 | Disziplin    | Zeit         | Platz   | Zeit               | Platz              | Zeit               | Platz              | Zeit               | Platz              |
| ---------------------------------------------------------------------- | ------------ | ------------ | ------- | ------------------ | ------------------ | ------------------ | ------------------ | ------------------ | ------------------ |
| Kosmas Stratos                                                         | 100 m        | 10,65 s      | 35      | nicht qualifiziert | nicht qualifiziert | –––                | –––                | –––                | –––                |
| Sotirios Moutsanas                                                     | 800 m        | 1:48,23 min  | 24      |                    |                    | nicht qualifiziert | nicht qualifiziert | –––                | –––                |
| Spyros Spyrou                                                          | 1500 m       | 3:43,04 min  | 27      |                    |                    | nicht qualifiziert | nicht qualifiziert | –––                | –––                |
| Philippos Philippou                                                    | 5000 m       | 13:45,24 min | 9       |                    |                    | 13:40,81 min       | 17                 | nicht qualifiziert | nicht qualifiziert |
| Georgios Vamvakas                                                      | 400 m Hürden | 51,92 s      | 29      |                    |                    | nicht qualifiziert | nicht qualifiziert | ––                 | ––                 |
| Angelos Angelidis Theodoros Gatzios Nikos Hadjinicolaou Kosmas Stratos | 4 × 100 m    | 39,85 s      | 14      |                    |                    | nicht qualifiziert | nicht qualifiziert | –––                | –––                |

#### Wurf
| Athlet                      | Disziplin  | Qualifikation       | Qualifikation       | Finale             | Finale             |
| Athlet                      | Disziplin  | Weite               | Platz               | Weite              | Platz              |
| --------------------------- | ---------- | ------------------- | ------------------- | ------------------ | ------------------ |
| Dimitrios Mihas             | Dreisprung | keine gültige Weite | keine gültige Weite | –––                | –––                |
| Konstantinos Georgakopoulos | Diskuswurf | 59,54 m             | 13                  | nicht qualifiziert | nicht qualifiziert |